# タティサウルス
タティサウルス（学名 : Tatisaurus）は、中国雲南省の禄豊累層下部から発見され、前期ジュラ紀シネムーリアンに生息した装盾類に分類される恐竜の絶滅した属。化石は断片的なため、ほとんどの全容は不明。模式種は、タティサウルス・オエレリ（Tatisaurus oehleri）。

## 発見と種
1948年と1949年、北京の輔仁大学に勤めていたエドガー・エーラー (Edgar Oehler) は、雲南省大地村近郊で化石を発掘した。その化石は植物食恐竜の顎の骨であった。1965年、デヴィッド・ジェイ・シモンズは模式種タティサウルス・オエレリ（Tatisaurus oehleri）として記載した。属名は大地村（Da Di、または Ta Ti）に因んでおり、種小名はエーラーへの献名である。ホロタイプである、FMNH CUP 2088は、禄豊累層下部から発見された。歯を含む部分的な下顎骨である。その下顎骨は先端が欠けていて、6cmである。歯は侵食されていた。本属はその標本のみから知られている。
シモンズはタティサウルスをヒプシロフォドン科に分類した。シモンズはヒプシロフォドン科が原始的な鳥脚類で、それぞれの鳥盤類の祖先にあたるクレードであると考えており、本属がスケリドサウルス、または曲竜類の祖先であると思っていた。後の1990年、董枝明により標本が再調査され、彼はファヤンゴサウルスとの類似点を指摘して同じファヤンゴサウルス亜科である（すなわちこの動物は剣竜類である）とした。
更にその後の1996年、スペンサー・ルーカスは生物年代に用いるため本種をスケリドサウルス・オエレリとしてスケリドサウルス属に再分類した 。この事は2007年にデヴィッド・ノーマンらによって根拠がないと見なされた。その代わりに、彼らはタティサウルスが歯骨の近心端が腹側に曲がっているという装盾類の共有派生形質を持つ基盤的装盾類の疑問名であるとした。それにより、タティサウルスは既知の中で最古の装盾類と見なされるようになった。
2019年の研究では、ビエノサウルスは疑問名であり、同じ地層のタティサウルスと同一である可能性があると結論づけられた。